# Nemojov
Nemojov là một làng thuộc huyện Trutnov, vùng Královéhradecký, Cộng hòa Séc.